# Afrotruljalia pulla
Afrotruljalia pulla är en insektsart som beskrevs av Andrej Vasiljevitj Gorochov 2005. Afrotruljalia pulla ingår i släktet Afrotruljalia och familjen syrsor. Inga underarter finns listade i Catalogue of Life.